# 醤油鶏
醤油鶏（しょうゆどり）は、香港料理の一つ。醤油をかけた鶏肉を使った料理である。しかし、醤油をかけた鶏肉ではなく、鶏肉を揚げてからマリネに漬けた広東料理で醤油鶏と呼ばれる料理が、大抵レストランで出されている。豉油鶏は香港では焼味と呼ばれる料理になる。